# Melanoscia
Melanoscia is een geslacht van vlinders van de familie spanners (Geometridae), uit de onderfamilie Ennominae.

## Soorten
- M. arctiata Warren, 1907
- M. ceto Druce, 1893
- M. felina Warren, 1904
- M. occlusa Warren, 1904
- M. oreades Druce, 1893
- M. thiaucourti Herbulot, 1988